# Gersemia fruticosa
Gersemia fruticosa is een zachte koraalsoort uit de familie Nephtheidae. De koraalsoort komt uit het geslacht Gersemia. Gersemia fruticosa werd in 1860 voor het eerst wetenschappelijk beschreven door Sars. 